# Labor (wieś)
Labor – wieś w Słowenii, w gminie miejskiej Koper. W 2018 roku liczyła 73 mieszkańców. 